# Edward Benedicks
Edward Benedicks (ur. 9 lutego 1879 w Mentonie, zm. 24 sierpnia 1960 w Sztokholmie) – szwedzki strzelec i przedsiębiorca, dwukrotny medalista olimpijski.

## Życiorys
W swojej karierze wziął udział w trzech igrzyskach olimpijskich, w latach 1908–1920. Miał wykształcenie techniczne, ale pracował głównie jako przedsiębiorca.